# Neonfarbe

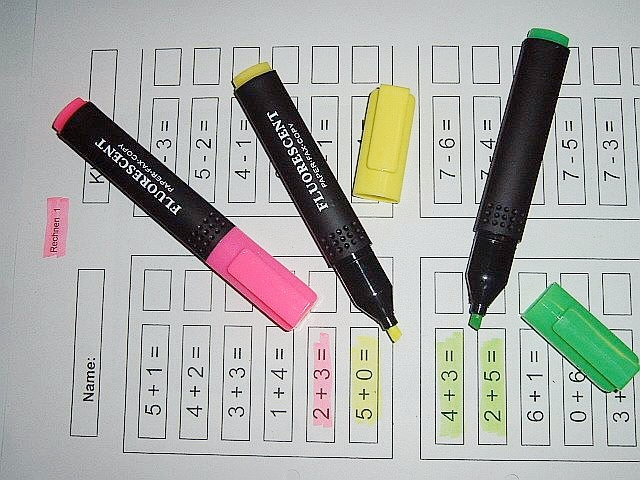
Textmarker in Signalfarben

Neonfarbe (auch Tagesleuchtfarbe, Tageslicht-Fluoreszenzfarbe, Schockfarbe, Signalfarbe, Warnfarbe) ist eine Bezeichnung für Farben und Farbmittel von hoher Leuchtkraft. Der Begriff wurde Ende der 1960er Jahre eingeführt („neonfarben“, „neonleuchtend“),
abgeleitet von den damals aufkommenden Leuchtstoffröhren, umgangssprachlich auch ‚Neonröhren‘ genannt, und ihrer für damalige Verhältnisse besonders hohen Leuchtdichte und den Buntfarben, die damit möglich waren.

## Farbmittel
Heute versteht man darunter Farbmittel mit abnorm hoher Farbsättigung und Buntheit, zum einen „grelle, schreiende“ Farben
(chemische Gruppen wie die Phthalocyanine, Pyrrol-Farbstoffe und andere neue Entwicklungen seit den 1960ern), insbesondere aber auch Farbmittel mit optischen Aufhellern (Tagesleuchtfarbe), die weniger hell erscheinende oder unsichtbare kurzwellige Spektralanteile des Tageslichts (blau, violett und ultraviolett) durch Fluoreszenz in heller erscheinendes, längerwelliges sichtbares Licht (gelb und grün) umwandeln. Diese Farbmittel sind zum Teil zusätzlich mit Nachleuchtpigmenten (auch Nachtleuchtfarbe) versetzt, die nach Lichteinwirkung im Dunkeln durch Phosphoreszenz nachleuchten. Von Leuchtfarben zu unterscheiden sind die Retroreflexfarben mit hohem Reflexionsvermögen – der Fähigkeit, Licht gerichtet zur Lichtquelle zurückzustrahlen, was durch Beigabe von feinen transparenten Kügelchen erreicht wird. Alle diese letzteren  Farbmittelklassen haben eine rechnerische Farbtiefe und Leuchtkraft über 100 %, weil sie in irgendeiner Weise mehr (sichtbares) Licht abstrahlen als einfällt.

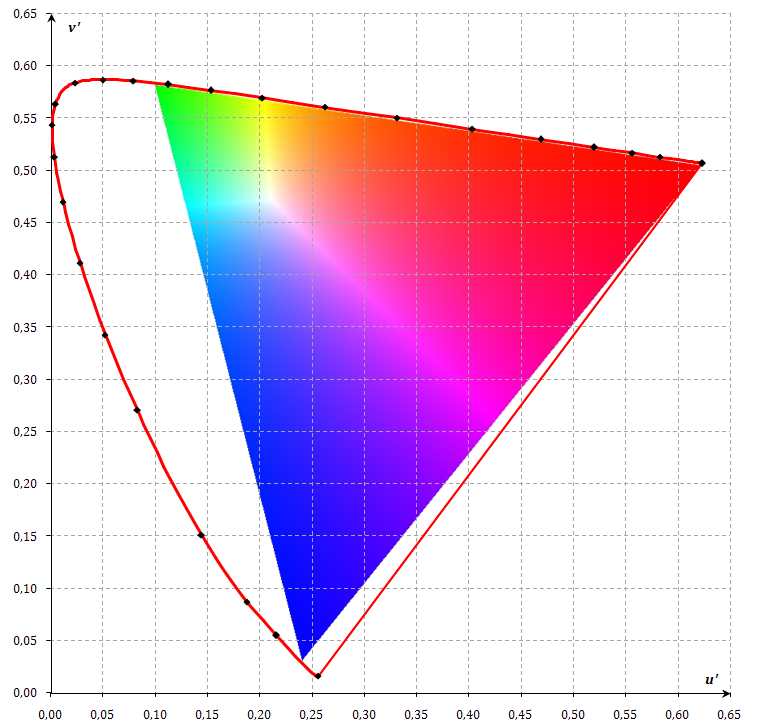
Farbmuster mit den charakteristischen Aufhellungen bei Gelb, Cyan und Magenta bei gleichmäßiger Verteilung der nominellen RGB-Werte (hier ein idealisiertes Monitorgamut in einem CIE U'V'W'-Farbdiagramm)

Am Bildschirm ist der Eindruck einer Neonfarbe primär in den Farbtönen Gelb, Cyan und Magenta darstellbar, diese erfordern im RGB-Raum zwei aktivierte Farbpunkte (Subpixel) je Pixel und sind darum doppelt hell.
Im Farbdruck (CMYK-Farbraum) bilden diese die Grundfarben und sind daher die Farbechtesten, andere hervorstechende Farbtöne müssen mit Volltonfarbe (zusätzlichem Farbmittel) gedruckt werden.
Sonst muss jeweils das Gesamt-Chroma des Bildes reduziert werden, um einzelne Farben herausstechen zu lassen.
Gelb-, Türkis/Hellgrün- und Pink-Töne gelten denn auch allgemein als Neonfarben schlechthin. In Englischen sind dafür Farbnamen wie electric blue (Cyan) oder neon yellow (Hochgelb) üblich.

## Anwendung
Neonfarben haben eine warnende Wirkung (Warnfarbe), erregen aber auch Aufmerksamkeit (Signalfarbe). Darum werden diese Farben in Gefahrenbereichen bevorzugt, oder in der Werbung eingesetzt, um Produkte herauszustellen.
- Retroreflexfarbe wird für Reflektorfolie wie auch für Verkehrszeichen, Straßenmarkierungen und Autokennzeichen verwendet.
- Textmarker-Stifte mit Tagesleuchtfarbe dienen dazu, Textstellen besonders hervorzuheben.
- Markiersprays in allen möglichen Anwendungen von Bauwesen bis Forstwirtschaft
- Schutzkleidung (etwa von Straßenbauarbeitern oder im Rettungswesen) haben Neonfarben, damit die Arbeiter von den Verkehrsteilnehmern schneller wahrgenommen werden. Das gilt auch für die Sicherheitswesten, die Autofahrer in einigen Ländern im Fahrzeug als Standardausrüstung mit sich führen müssen. Warnwesten tragen sowohl retroreflektierende Streifen als auch Tagesleuchtfarbe.
- Modische Kleidung: Neonfarben tauchten seit den 1980er Jahren auch im Bereich der Kleidermode und der Innenarchitektur auf.[11] Insbesondere im Kontext der Technokultur der 1990er Jahre, die Warnwesten und Schutzkleidung als modische Requisiten entdeckte, werden Neonfarben dann als Dresscode verwendet.[2] Um die Wende 2000er/2010er wird der Neon-Look der 1980er wiederbelebt.[12][10]
- Auch bei Lebensmittelfarben sind vergleichsweise unnatürlich grelle Farben etwa für Süßigkeiten oder Drinks beliebt.

Farben abnorm hoher Farbtiefe sind auch für einige optische Täuschungen bekannt.

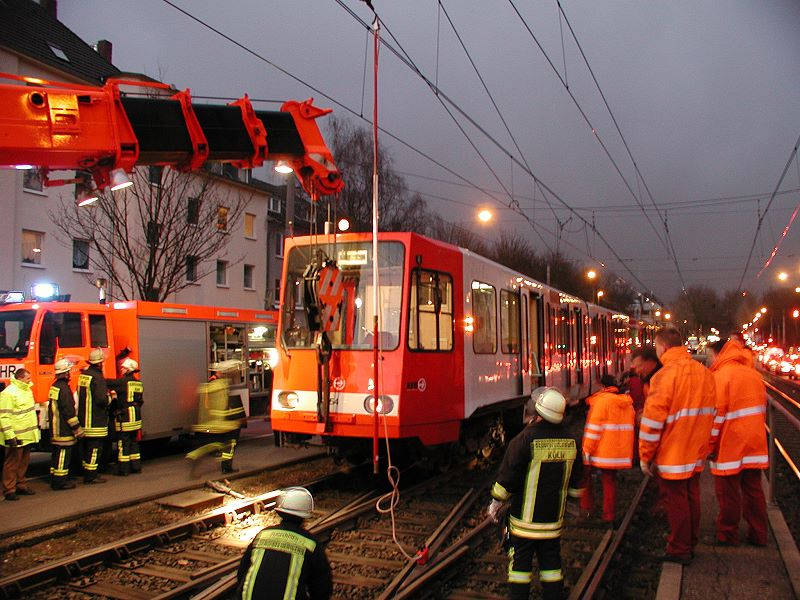
Einsatz von retroreflektierenden und Tagesleuchtfarben in einer Gefahrensituation
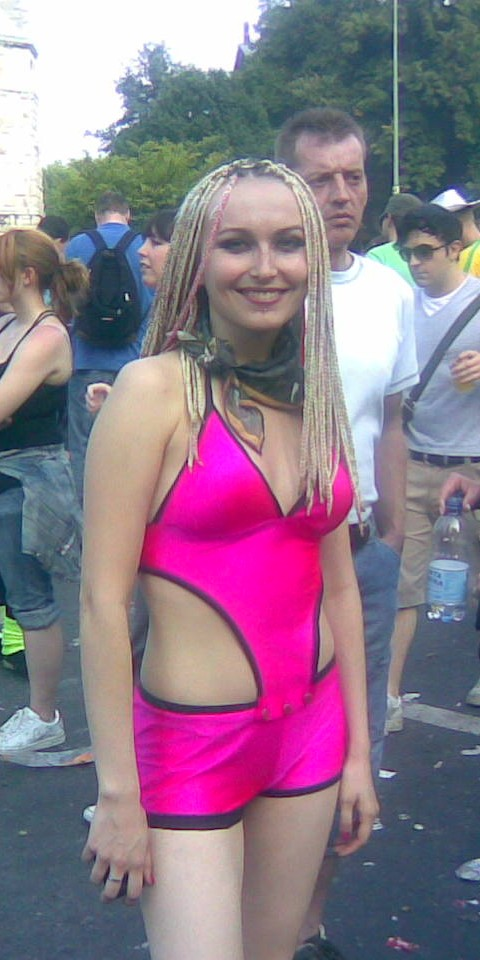
Neonfarbe als Blickfang
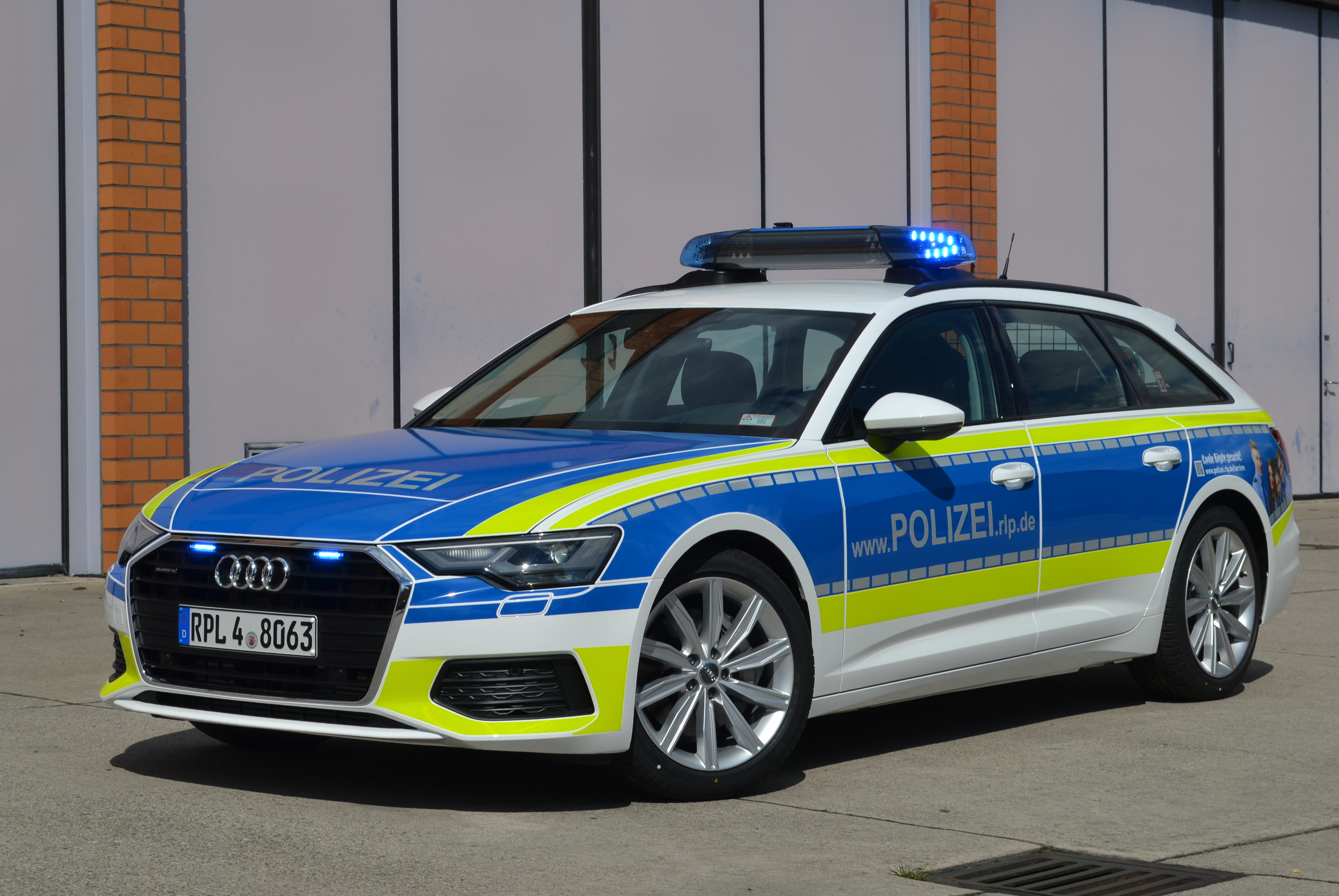
Polizeifahrzeug aus Rheinland-Pfalz von 2020, in neongelber und verkehrsblauer Farbgebung
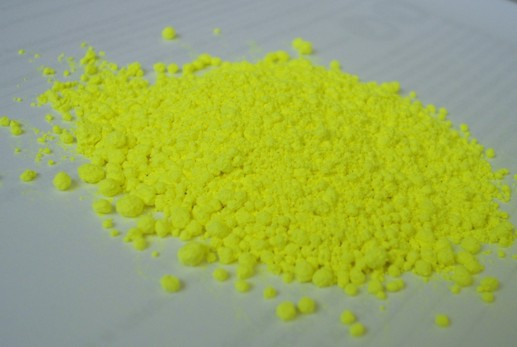
Gelbes Neonpigment